# فهرست خودروهای کیا موتورز
در زیر فهرست کاملی از خودروهای تولید شده توسط شرکت خودروسازی کیا موتورز ذکر شده‌است. (آخرین به‌روزرسانی در ۱۳ بهمن ۱۳۹۹)

## خودروهای سواری

### مدل‌های فعلی
| مدل                         | مدل      | عرضه | نسل کنونی | نسل کنونی            | نسل کنونی    | بازار عرضه                 | دربارهٔ خودرو | فروش جهانی (۲۰۱۹)                                 |
| مدل                         | مدل      | عرضه | عرضه      | به‌روزرسانی (فیس‌لیفت) | کد           | بازار عرضه                 | دربارهٔ خودرو | فروش جهانی (۲۰۱۹)                                 |
| --------------------------- | -------- | ---- | --------- | -------------------- | ------------ | -------------------------- | --- | ------------------------------------------------- |
| هاچ‌بک                       |          |      |           |                      |              |                            | |                                                   |
| سید (هاچ‌بک)                 | سید      | ۲۰۰۶ | ۲۰۱۸      | -                    | سی‌دی         | اروپا                      | هاچ‌بک سگمنت سی برای بازار اروپا.                                                                                | ۱۱۸٬۸۲۱ (شامل آمار فروش نسخه‌های پروسید و اس‌دبلیو) |
| فورت۵/سراتو۵                | فورت     | ۲۰۰۸ | ۲۰۱۸      | -                    | بی‌دی         | جهان (به‌جز اروپا)          | هاچ‌بک سگمنت سی برای بازار جهانی.                                                                                | ۳۱۹٬۰۲۵ (شامل آمار فروش نسخهٔ سدان)                |
| پیکانتو/مورنینگ             | پیکانتو  | ۲۰۰۴ | ۲۰۱۷      | ۲۰۲۰                 | جی‌ای         | جهانی (به‌جز آمریکای شمالی) | خودروی شهری سگمنت آ.                                                                                            | ۲۲۳٬۵۸۰                                           |
| ری                          | ری       | ۲۰۱۱ | ۲۰۱۱      | ۲۰۱۸                 | تی‌ای‌ام       | کره جنوبی                  | خودروی شهری با الگوبرداری از خودروهای کی ژاپنی برای بازار کره جنوبی.                                            | ۲۷٬۸۳۱                                            |
| ریو (هاچ‌بک)                 | ریو      | ۱۹۹۹ | ۲۰۱۷      | ۲۰۲۰                 | وای‌بی        | جهان (به‌جز روسیه و چین)    | هاچ‌بک سگمنت بی.                                                                                                 | ۱۶۶٬۸۷۹ (شامل آمار فروش نسخهٔ سدان)                |
| ریو/کی۲/کی‌ایکس کراس (هاچ‌بک) | ریو      | ۲۰۱۱ | ۲۰۱۷      | ۲۰۲۰                 | اف‌بی         | روسیه و چین                | هاچ‌بک سگمنت بی برای بازارهای چین و روسیه.                                                                       | ۱۳۰٬۹۴۱ (شامل آمار فروش نسخهٔ سدان)                |
| سول                         | سول      | ۲۰۰۸ | ۲۰۱۸      | -                    | اس‌کی۳        | آمریکای شمالی              | هاچ‌بک دراز یا مینی ام‌پی‌وی.                                                                                      | ۱۵۳٬۷۷۱                                           |
| سدان/لیفت‌بک                 |          |      |           |                      |              |                            | |                                                   |
| فورت/سراتو/کی۳              | فورت     | ۲۰۰۸ | ۲۰۱۸      | -                    | بی‌دی         | جهان (به‌جز اروپا)          | سدان کامپکت سگمنت سی. در کره جنوبی و چین کی۳ نام دارد.                                                          | ۳۰۸٬۸۶۳ (شامل آمار فروش نسخهٔ هاچ‌بک)               |
| فورت (چین)                  | فورت     | ۲۰۱۷ | ۲۰۱۷      | -                    | ان‌دی         | چین                        | سدان سگمنت سی که در بازار چین و در کنار کی۳ به فروش می‌رسد. این خودرو بر مبنای پلت‌فرم نسل اول فورت ساخته شده‌است. | ۱۰٬۱۶۲                                            |
| کی۴                         | کی۴      | ۲۰۱۴ | ۲۰۱۴      | ۲۰۱۸                 | پی‌اف         | چین                        | سدان سگمنت سی که در چین به فروش می‌رسد. این خودرو بین کی۳ و کی۵ قرار دارد.                                       | ۸٬۰۳۰                                             |
| کی۵/اپتیما                  | کی۵      | ۲۰۰۰ | ۲۰۱۹      | -                    | دی‌ال۳        | جهان                       | سدان سگمنت دی/اندازه متوسط.                                                                                     | ۱۹۸٬۱۳۸ (شامل آمار فروش نسخهٔ اسپورت‌واگن)          |
| کی۷/کادنزا                  | کی۷      | ۲۰۰۹ | ۲۰۱۶      | ۲۰۱۹                 | کیوام        | کره جنوبی                  | سدان شرکتی برای بازار کره جنوبی.                                                                                | ۶۰٬۸۷۸                                            |
| کی۹/کی۹۰۰/کوریس             | کی۹      | ۲۰۱۲ | ۲۰۱۸      | -                    | آرجی         | کره جنوبی                  | سدان شرکتی بزرگ‌تر برای بازار کره جنوبی.                                                                         | ۱۱٬۷۴۸                                            |
| پگاس/سولوتو                 | پگاس     | ۲۰۱۷ | ۲۰۱۷      | -                    | ای‌بی         | چین، بازارهای نوظهور       | سدان پایین ردهٔ سگمنت بی.                                                                                        | ۶۴٬۷۲۶                                            |
| ریو (سدان)                  | ریو      | ۱۹۹۹ | ۲۰۱۷      | -                    | وای‌بی        | جهان (به‌جز روسیه و چین)    | سدان کامپکت کوچک/سگمنت بی                                                                                       | ۱۶۶٬۸۷۹ (شامل آمار فروش نسخهٔ هاچ‌بک)               |
| ریو/کی۲ (سدان)              | ریو      | ۲۰۱۱ | ۲۰۱۷      | ۲۰۲۰                 | اف‌بی         | روسیه و چین                | سدان سگمنت بی برای بازارهای روسیه و چین.                                                                        | ۱۳۰٬۹۴۱ (شامل آمار فروش نسخهٔ هاچ‌بک)               |
| استینگر                     | استینگر  | ۲۰۱۷ | ۲۰۱۷      | ۲۰۲۰                 | سی‌کی         | جهان                       | لیفت‌بک سگمنت دی.                                                                                                | ۲۶٬۹۵۲                                            |
| استیشن واگن                 |          |      |           |                      |              |                            | |                                                   |
| سید اس‌دبلیو                 | سید      | ۲۰۰۶ | ۲۰۱۸      | -                    | سی‌دی         | اروپا                      | نسخهٔ استیشن واگن سید.                                                                                           | ۱۱۸٬۸۲۱ (شامل آمار فروش نسخه‌های هاچ‌بک و پروسید)   |
| پروسید                      | سید      | ۲۰۰۶ | ۲۰۱۸      | -                    | سی‌دی         | اروپا                      | نسخهٔ شوتینگ بریک سید.                                                                                           | ۱۱۸٬۸۲۱ (شامل آمار فروش نسخه‌های هاچ‌بک و اس‌دبلیو)  |
| اپتیما اسپرت‌واگن            | اپتیما   | ۲۰۱۵ | ۲۰۱۵      | ۲۰۱۸                 | جی‌اف         | اروپا                      | نسخهٔ استیشن واگن اپتیما.                                                                                        | ۱۹۸٬۱۳۸ (شامل آمار فروش نسخهٔ سدان)                |
| اس‌یووی/کراس‌اوور             |          |      |           |                      |              |                            | |                                                   |
| کی‌ایکس۵                     | کی‌ایکس۵  | ۲۰۱۵ | ۲۰۱۵      | ۲۰۱۹                 | کیوال‌سی      | چین                        | نسخهٔ فیس‌لیفت اسپورتیج برای بازار چین.                                                                           | ۶٬۸۷۳                                             |
| کی‌ایکس۷                     | کی‌ایکس۷  | ۲۰۱۶ | ۲۰۱۶      | -                    | کیوام        | چین                        | کراس‌اوور اندازه متوسط با ۳ ردیف صندلی برای بازار چین.                                                           | ۲۰۸                                               |
| موهاوی                      | موهاوی   | ۲۰۰۸ | ۲۰۰۸      | ۲۰۱۹                 | اچ‌ام         | کره جنوبی                  | اس‌یووی اندازه متوسط.                                                                                            | ۱۰٬۶۱۵                                            |
| نیرو                        | نیرو     | ۲۰۱۶ | ۲۰۱۶      | ۲۰۱۹                 | دی‌ئی         | جهان                       | کراس‌اوور کامپکت با سوخت جایگزین عرضه شده در ۳ مدل تمام الکتریکی (باتری)، پلاگ-این هیبرید و هیبرید.              | ۱۲۵٬۲۱۹                                           |
| سلتوس/کی‌ایکس۳               | سلتوس    | ۲۰۱۹ | ۲۰۱۹      | -                    | اس‌پی۲        | جهان (به‌جز اروپا)          | کراس‌اوور کامپکت کوچک (سگمنت بی).                                                                                | ۱۱۲٬۳۵۰                                           |
| سونت                        | سونت     | ۲۰۲۰ | ۲۰۲۰      | -                    | کیووای۱      | هند                        | کراس‌اوور کامپکت کوچک (سگمنت بی) پایین رده، کوچک‌تر از استونیک.                                                   | -                                                 |
| سورنتو                      | سورنتو   | ۲۰۰۲ | ۲۰۲۰      | -                    | ام‌کیو۴       | جهان                       | کراس‌اوور کامپکت/اندازه متوسط با ۲ یا ۳ ردیف صندلی که از نظر اندازه مابین مدل‌های اسپورتیج و تلوراید قرار می‌گیرد. | ۲۲۳٬۵۳۸                                           |
| اسپورتیج                    | اسپورتیج | ۱۹۹۳ | ۲۰۱۵      | ۲۰۱۸                 | کیوال        | جهان                       | کراس‌اوور کامپکت (سگمنت سی) با ۲ ردیف صندلی. پرفروش‌ترین مدل کیا در جهان.                                         | ۳۸۹٬۸۵۳                                           |
| اسپورتیج (چین)              | اسپورتیج | ۲۰۰۵ | ۲۰۱۷      | -                    | ان‌پی         | چین                        | کراس‌اوور کامپکت با ۲ ردیف صندلی برای بازار چین.                                                                 | ۹۰٬۳۷۲                                            |
| استونیک/کی‌ایکس۱             | استونیک  | ۲۰۱۷ | ۲۰۱۷      | ۲۰۲۰                 | وای‌بی سی‌یووی | اروپا و چین                | کراس‌اوور کامپکت کوچک (سگمنت بی) ساخته شده براساس ریو.                                                           | ۱۲۲٬۶۷۹                                           |
| تلوراید                     | تلوراید  | ۲۰۱۸ | ۲۰۱۸      | -                    | اوان         | آمریکای شمالی              | کراس‌اوور اندازه متوسط با ۳ ردیف صندلی.                                                                          | ۶۳٬۲۷۰                                            |
| اکسید                       | اکسید    | ۲۰۱۸ | ۲۰۱۸      | -                    | سی‌دی سی‌یووی  | اروپا                      | کراس‌اوور کامپکت (سگمنت سی) با ۲ ردیف صندلی ساخته شده براساس سید.                                                | ۳۰٬۲۱۶                                            |
| ام‌پی‌وی/ون                   |          |      |           |                      |              |                            | |                                                   |
| کارنیوال/سدونا              | کارنیوال | ۱۹۹۸ | ۲۰۲۰      | -                    | کی‌ای۴        | جهان (به‌جز اروپا)          | مینی‌ون با درهای کشویی.                                                                                          | ۱۰۶٬۵۶۹                                           |

### مدل‌های پیشین
| مدل             | جدول زمانی | جدول زمانی | جانشین     |
| مدل             | معرفی      | توقف تولید | جانشین     |
| --------------- | ---------- | ---------- | ---------- |
| آولا            | ۱۹۹۴       | ۱۹۹۹       | ریو/پراید  |
| بریسا           | ۱۹۷۴       | ۱۹۸۱       | پراید      |
| کارنز/روندو     | ۱۹۹۹       | ۲۰۱۹       | -          |
| کومبی           | ۲۰۰۰       | ۲۰۰۲       | -          |
| کونکورد/کاپیتال | ۱۹۸۷       | ۱۹۹۵       | کردوس      |
| کردوس           | ۱۹۹۶       | ۲۰۰۰       | اپتیما     |
| انترپرایز       | ۱۹۹۸       | ۲۰۰۲       | اپیروس     |
| الان            | ۱۹۹۶       | ۱۹۹۹       | -          |
| جویس            | ۱۹۹۹       | ۲۰۰۳       | کارنز      |
| اپیروس/آمانتی   | ۲۰۰۲       | ۲۰۱۱       | کی۷/کادنزا |
| پوتنتیا         | ۱۹۹۲       | ۲۰۰۱       | کی۹        |
| پرگیو           | ۱۹۹۵       | ۲۰۰۶       | -          |
| پراید           | ۱۹۸۶       | ۲۰۱۱       | ریو        |
| کیانلیما        | ۲۰۰۳       | ۲۰۰۶       | فورت       |
| رتونا           | ۱۹۹۸       | ۲۰۰۳       | -          |
| سفیا            | ۱۹۹۲       | ۲۰۰۳       | سراتو      |
| اسپکترا         | ۲۰۰۰       | ۲۰۰۹       | فورت       |
| ونگا            | ۲۰۰۹       | ۲۰۱۷       | -          |
| ویستو           | ۲۰۰۰       | ۲۰۰۴       | پیکانتو    |

## خودروهای تجاری
| مدل         | مدل    | عرضه | نسل کنونی | نسل کنونی            | بازار عرضه | دربارهٔ خودرو |
| مدل         | مدل    | عرضه | عرضه      | به‌روزرسانی (فیس‌لیفت) | بازار عرضه | دربارهٔ خودرو |
| ----------- | ------ | ---- | --------- | -------------------- | ---------- | ------------ |
| اتوبوس      |        |      |           |                      |            |              |
| گرن برد     | گرن‌برد | ۱۹۹۴ | ۲۰۰۸      | ۲۰۲۰                 | کره جنوبی  |              |
| وانت باربری |        |      |           |                      |            |              |
| بونگو       | بونگو  | ۱۹۸۱ | ۲۰۰۴      | ۲۰۱۲                 | کره جنوبی  |              |

## خودروهای مفهومی
- کیا ۱۸+
- کیا آلفا
- کیا کلاب
- کیا جی‌تی مفهومی
- کیا هابانیرو
- کیا کی‌سی‌وی ۳
- کیا کی‌سی‌وی-۴ موجاوا
- کیا کی‌ئی‌دی-۱۰
- کیا کی
- کیا کی‌ان‌دی-۴
- کیا کی‌ان‌دی-۷
- کیا کوپ
- کیا کوئه
- کیا نیرو[۳]
- کیا پوپ
- کیا روندو اس‌ایکس
- کیا روندو تاکسی
- کیا سلایس
- کیا سونت
- کیا استریت‌رانر
- کیا تلوراید
- کیا مولتی اس
- کیا ویزن